# Rafael Zabaleta
Rafael Zabaleta Fuentes (Quesada, Jaén; 6 de noviembre de 1907 - ibdem, 24 de junio de 1960) fue un pintor español.

## Biografía
Nació dentro de una familia acomodada de Quesada (Jaén). En 1925 viajó a Madrid para cursar estudios en la Escuela Superior de Bellas Artes de San Fernando, donde entabló una gran amistad con el pintor burgalés Modesto Ciruelos.
En 1935 viaja por primera vez a París, donde conoce y estudia las obras de los artistas más destacados del momento. 
Dos años más tarde es nombrado Delegado del Tesoro Artístico Nacional. Al terminar la guerra civil, fue denunciado y pasó brevemente por el campo de concentración de Santiago de Calatrava y la cárcel de Jaén. En este periodo le incautaron una serie de dibujos sobre la Guerra Civil que empezaría tres años antes. 
De sus viajes a París conoció a Picasso y a pintores españoles relevantes de la época. En 1951 su ciudad natal le concede el título de Hijo Predilecto. En 1960 presenta en el pabellón español de la XXX Bienal de Venecia una serie de 16 óleos y 10 dibujos, en la que sería su exposición más importante. El 24 de junio de 1960, fallece en Quesada por una hemorragia cerebral, después de haber sobrevivido a un ataque al corazón durante una estancia en Almería. Ilustró El solitario y los sueños de Quesada, de Camilo José Cela, así como la traducción al gallego de La familia de Pascual Duarte, del mismo autor.

## Estilo pictórico
Su estilo varía desde el Expresionismo Sombrío, en su primera época, al Expresionismo Rutilante llevado hasta un Postcubismo con influencias picassianas, a partir de 1950 y que le confiere su identidad. La colección más importante de sus obras se encuentra en el Museo Zabaleta de su ciudad natal. Actualmente sus cuadros se exponen en los más prestigiosos museos del mundo (Buenos Aires, Nueva York, Tokio, España...). La familia Masaveu posee alguna obra suya.

## Obras destacadas
- Segador, 1941
- Segadores en la era y Ceres, 1943
- Segadores, 1947
- Plenilunio, 1948
- Romería de Tíscar, 1949
- Campesinas, 1950
- Maternidad, 1952
- Familia campesina, 1957
- Procesión de la Virgen de Tíscar, 1957
- El Sátiro, 1958